# Derna, Rumänien
Derna (ungerska: Felsőderna) är en kommun i länet (județ) Bihor i nordvästra Rumänien. Kommunen, som består av byarna Derna (Felsőderna), Dernişoara (Alsóderna), Sacalasău (Sástelek), Sacalasău Nou (Újsástelek) och Tria (Terje), hade 2 555 invånare år 2011.